# ブリストル・ベアーズ
ブリストル・ベアーズ（英: Bristol Bears）は、イングランドのブリストルに本拠地を置くラグビーユニオンクラブである。スタジアムはアシュトン・ゲート・スタジアム。

## 歴史
1888年創設。
2001年から2005年は三菱グループがスポンサーだった関係で名称をブリストル・ショーグンに変更。
2018年、ブリストル・ベアーズに名称変更した。
2019-20シーズン、ヨーロピアンラグビーチャレンジカップ決勝でRCトゥーロンを32-19で破り初優勝。

## タイトル
- ヨーロピアンラグビーチャレンジカップ
  - 優勝: 2019-20

## スコッド
2024-25シーズンのスコッド（2024年8月現在）
| フッカー - ウィル・カポン - トム・ダウティ(Tom Doughty) - ガブリエル・クレア - ハリー・サッカー プロップ - エリス・ゲンジ - ヤン・トーマス - ジェイク・ウォルモア - サム・グラハムスロウ - ラブジョイ・チャワタマ - ジョージ・クロスア - マックス・ラヒフ ロック - スティール・バーカー(Steele Barker) - ジョー・バトリー - ジョシュ・カールフィールド - ジェームズ・ダン - ジョー・オーウェン(Joe Owen) - クリス・ブイ | フランカー/No.8 - コフィ・クリップス(Kofi Cripps) - ベンジャミン・グロンドーナ - サンティアゴ・グロンドナ - フィッズ・ハーディング - ジェイク・ヒ－ナン - スティーブン・ルアトゥア - ビリアメ・マタ スクラムハーフ - サム・エドワーズ(Sam Edwards) - キエラン・マルミオン - ハリー・ランダル - サム・ウォルステンホルム フライハーフ - AJ・マクギンティ | センター - ジェームズ・ウィリアムズ - カラヴェティ・ラヴォウヴォウ - ベンハード・ヤンセ・ヴァン・レンスバーグ ウイング - ジャック・ベイツ(Jack Bates) - ディアゴ・バイレー(Deago Bailey) - ゲイブリエル・イビトエ - ラトゥ・ナウラゴ - ノア・ヒューワード フルバック - リチャード・レーン - マックス・マリンズ - ベンジャミン・エリザルーデ |
| | | |
| はキャプテン。 | | |

## 歴代所属選手
- マーク・ロビンソン(Mark Robinson)…ニュージーランド代表9キャップ。現在はニュージーランドラグビー協会のCEO。
- ブライアン・リマ(Brian Lima)…サモア代表67キャップ、1991～2007W杯5大会連続出場。
- スチュアート・マッキナリー(Stuart McInally)…スコットランド代表37キャップ、現在はエディンバラ・ラグビーに所属。
- マコ・ヴニポラ(Mako Vunipola)…イングランド代表65キャップ、現在はサラセンズに所属。
- コーラム・ブラレィ(Callum Braley)…イタリア代表8キャップ、現在はグロスター・ラグビーに所属。
- トンマーゾ・ベンヴェヌーティ(Tommaso Benvenuti)…イタリア代表62キャップ、現在はベネットン・ラグビーに所属。
- ダン・ノートン(Dan Norton)…リオ五輪の7人制イギリス代表で銀メダル獲得。
- ジョージ・スミス(George Smith)…オーストラリア代表111キャップ、2003・2007W杯2大会連続出場。
- マシュー・モーガン(Matthew Morgan)…ウェールズ代表5キャップ、現在はカーディフ・ブルーズに所属。
- ザイン・カーシュナー(Zane Kirchner)…南アフリカ代表31キャップ、2011・2015W杯2大会出場。
- スレトン・パラモ(Thretton Palamo)…アメリカ代表19キャップ、現在オールドグローリーDCに所属。
- トゥシ・ピシ(Tusi Pisi)…サモア代表45キャップ、現在は豊田自動織機シャトルズに所属。
- ジャック・タファ・ラム(Jack Tafa Lam)…サモア代表38キャップ。
- ジェームズ・レイ(James Lay)…サモア代表11キャップ、現在はブルーズに所属。
- ジョーダン・レイ(Jordan Lay)…サモア代表20キャップ、2019年W杯出場。
- ベン・アール(Ben Earl)…イングランド代表25キャップ、現在はサラセンズに所属。
- ナウエル・テタス・チャパロ(Nahuel Tetaz Chaparro)…アルゼンチン代表62キャップ、現在はベネットン・ラグビーに所属。
- シアレ・ピウタウ(Siale Piutau)…トンガ代表43キャップ、現在は清水建設江東ブルーシャークスに所属。
- ジョン・アフォア(John Afoa)…ニュージーランド代表38キャップ、現在はRCヴァンヌに所属。
- アラパティ・レイウア(Alapati Leiua)…サモア代表31キャップ、現在はストーマーズに所属。
- カイル・シンクラー(Kyle Sinckler)…イングランド代表68キャップ、現在はRCトゥーロンに所属。
- マグナス・ブラッドベリー(Magnus Bradbury)…スコットランド代表19キャップ、現在はエディンバラに所属。
- セミ・ランドランドラ(Semi Radradra)…フィジー代表11キャップ、現在はリヨンOUに所属。
- チャールズ・ピウタウ(Charles Piutau)…ニュージーランド代表経験者にてトンガ代表で2023年W杯出場、現在は静岡ブルーレヴズに所属。